# Mikhail Shaidorov
Mikhail Stanislavovich Shaidorov (in russo Михаил Станиславович Шайдоров?; Almaty, 25 giugno 2004) è un pattinatore artistico su ghiaccio kazako. Ha vinto l'argento al Campionato del mondo e l'oro al Campionato dei Quattro continenti nel 2025. Nel 2022 aveva vinto l'argento al Campionato mondiale juniores.

## Biografia
Mikhail Shaidorov è nato ad Almaty il 25 giugno 2004. Suo padre Stanislav Shaidorov è stato sei volte campione nazionale del Kazakistan ed è un allenatore di pattinaggio. Shaidorov ha iniziato a pattinare a cinque anni. A causa della carenza di struttore nella sua città, Almaty, Shaidorov è stato costretto ad allenarsi in una pista all'aperto. Dal 2018 è allenato da Alexei Urmanov. Il suo idolo è Yuzuru Hanyu. Shaidorov è il primo pattinatore ad aver eseguito in competizione le combinazioni triplo axel-quadruplo toe loop (Internationaux de France 2024) e triplo axel-euler-quadruplo salchow (finale del Grand Prix 2025).

## Risultati
GP: Grand Prix; CS: Challenger Series; JGP: Junior Grand Prix
Categoria senior
| Internazionali                    | Internazionali | Internazionali | Internazionali | Internazionali | Internazionali | Internazionali |
| Evento                            | 2019–20        | 2020–21        | 2021–22        | 2022–23        | 2023–24        | 2024-25        |
| --------------------------------- | -------------- | -------------- | -------------- | -------------- | -------------- | -------------- |
| Campionati mondiali               |                | 32°            |                | 14°            | 14°            | 2°             |
| Campionati dei Quattro continenti |                |                | 5°             | 5°             | 6°             | 1°             |
| GP Finale                         |                |                |                |                |                | 5°             |
| GP Cup of China                   |                |                |                |                | 3°             | 2°             |
| GP Internationaux de France       |                |                |                |                |                | 4°             |
| GP Skate Canada                   |                |                |                |                | 5°             |                |
| CS Denis Ten Memorial             |                |                | 9°             |                |                | 1°             |
| CS Finlandia Trophy               |                |                |                | 8°             |                |                |
| CS Golden Spin                    |                |                |                | 4°             | 2°             |                |
| Giochi asiatici invernali         |                |                |                |                |                | 3°             |
| Challenge Cup                     |                |                |                |                | 1°             |                |
| Sofia Trophy                      |                | 3°             |                |                |                |                |
| Universiadi                       |                |                |                | 4°             |                | 4°             |
| Nazionali                         |                |                |                |                |                |                |
| Campionati kazaki                 | 1°             | 1°             | 1°             | 1°             | 1°             |                |

Categoria juniores
| Campionati mondiali |    |    | 22° | 2° |
| JGP Polonia         |    |    |     | 2° |
| Bosphorus Cup       |    | 2° |     |    |
| Egna Spring Trophy  | 4° |    |     |    |
| Santa Claus Cup     | 9° |    |     |    |